# Argyros (Dux)
Argyros (Argyrus, italienisch Argiró, mittelgriechisch Ἀργυρός; * um 1000 in Bari; † zwischen 1058 und 1068 ebenda?) war ein byzantinischer General langobardischer Herkunft, der 1042 als Rebell im Katepanat Italien auftrat.

## Leben

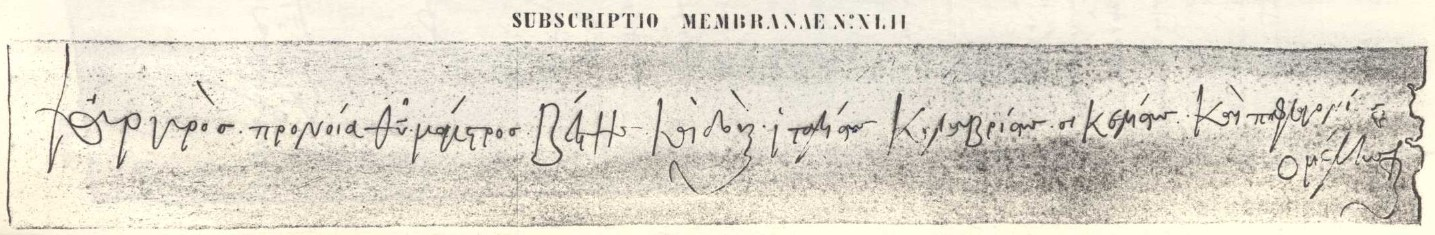
Eigenhändige Unterschrift des Argyros auf einer Urkunde, um 1050

Argyros war der Sohn des apulischen Separatisten Meles von Bari und der Meralda. Als Meles um 1009/1011 ein erstes Mal gegen die byzantinische Herrschaft in Unteritalien rebellierte, nahmen die Barenser Argyros und Meralda gefangen und schickten sie zusammen nach Konstantinopel. Erst 1029 (nach anderen Angaben: 1038) durfte er nach Apulien zurückkehren.
Als Argyros im Mai 1040 in Bari Einzug hielt, erhoben sich die Langobarden gegen die byzantinische Herrschaft und stürzten den Katepan Nikephoros Dokeianos. Dabei wurden sie von normannischen Söldnern unter der Führung des Arduin von Melfi unterstützt, die aus dem sizilianischen Expeditionsheer des byzantinischen Feldherrn Georgios Maniakes desertiert waren. Im Februar 1042 wurde Argyros in Bari als Nachfolger des aufgrund von Bestechung zu Byzanz übergelaufenen Atenulf von den Rebellen zum princeps und Dux von Italien gemacht. Argyros ließ sich jedoch im Juli 1042 ebenfalls mit Geld zum Seitenwechsel bewegen: Er schloss sich dem neuen byzantinischen Kaiser Konstantin IX. an und ergriff Partei gegen Maniakes, der sich auf Sizilien zum Gegenkaiser aufgeschwungen hatte. Nach der Unterdrückung der apulischen Revolte wurde Argyros in Konstantinopel mit den hohen Würden eines Patrikios und Magistros Vestes ausgezeichnet. In der Hauptstadt war er 1047 an der Niederschlagung des Usurpators Leon Tornikes beteiligt.
1051 wurde Argyros vom Kaiser – als erstem Langobarden – die Leitung des Katepanats Italien (unter dem Titel eines „Dux von Italien, Kalabrien, Sizilien und Paphlagonien“) übertragen. Um der wachsenden normannischen Bedrohung in Süditalien zu begegnen, ging er eine Allianz mit dem Papsttum ein, konnte (oder wollte) aber nicht verhindern, dass Leo IX. im Juni 1053 in der Schlacht von Civitate den Truppen Humfreds von Hauteville unterlag und in Gefangenschaft geriet. In Leos Auftrag reiste Kardinal Humbert von Silva Candida 1054 als Botschafter über Bari nach Konstantinopel zu Patriarch Michael Kerularios. Dieser beschuldigte Argyros daraufhin, Schmähbriefe des Papstes gegen die Ostkirche gefälscht zu haben (der tatsächliche Verfasser war Humbert selbst), und ließ dessen Sohn und Schwiegersohn in Haft nehmen (siehe Morgenländisches Schisma).
Argyros amtierte bis 1058 als kaiserlicher Gouverneur in Unteritalien, ohne dass es ihm gelungen wäre, die byzantinisch-päpstliche Allianz zu erneuern. Danach gibt es kaum noch Nachrichten über ihn. Er starb vermutlich 1068 in Bari; vor seinem Tod vermachte er dem Kloster Farfa ein reich besticktes Seidengewand, das erhalten geblieben ist.